# Landsverk L-62 Anti
Landsverk L-62 Anti (Kanonvagn, typ: Landsverk 62) var en svenskkonstruerad luftvärnskanonvagn för export, utvecklad och marknadsförd av AB Landsverk i Landskrona från 1931 till 1942 som en kanonvagn för luftvärn och sekundärt pansarvärn. Vagnen baserades på underredet till Landsverk L-60 och var beväpnad med en Bofors 40 mm automatkanon L/60 i ett öppet roterande kanontorn.
Två primära varianter kom att produceras mellan 1938 och 1942: Anti I – vilken kom att vidareutvecklas och licenstillverkas i Ungern under namnet 40M Nimród, och Anti II – vilken kom att köpas in av Finland under beteckningen 10  It.psv/Anti, senare 10 ItPsv 40. Båda varianterna kom att användas i strid under andra världskriget.

## Namnet Anti
L-62 Anti var en av Landsverks första produkter att tilldelas ett namn istället för projektnummer allenast. Namnet "Anti" är ett äldre svenskt mansnamn och inte nödvändigtvis en referens till förledet "anti-" (av klassisk grekiska: ἀντι-, "emot"), som anger en motverkande effekt (bekämpande verkan) och används inom flertalet språk – engelska: anti-air (luftvärn), anti-tank (pansarvärn), etc. Då vagnen var avsedd för export kan namnet "Anti" tänkas vara ett marknadsföringsknep för att antyda vagnens verkan.

## L-62 Anti I

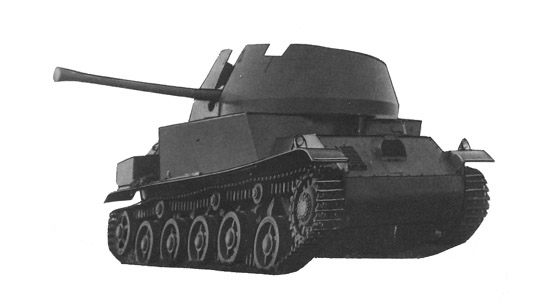
Landsverk L-62 Anti I-prototyp. Här försedd med kanonattrapp.

### Anti I – framtagning
Konstruktion av L-62 påbörjades under tidigt 1930-tal, då Landsverk började rita upp skisser och utkast på luftvärnskanonvagnar för export. En hel serie luftvärnsvagnar projekterades, avsedda för olika typer av beväpning. Färdiga projektritningar finns daterade redan hösten 1931:
- L-62 – 40 mm automatkanon L/60, typ Bofors
- L-63 – 25 mm automatkanon L/64, typ Bofors
- L-64 – 20 mm automatkanon Oerlikon Typ L
- L-65 – 47 mm automatkanon, typ Bofors

De tidiga serieutkasten använde bladfjäderupphängning med dubbla bärhjul per fjädring likt de på Landsverk L-10, liksom andra dåtida Landsverkprojekt. Kanontornet var rundformat från ovan och hade sluttande sidor följandes tornkransen. Torntaket var till stor del halvöppet och kunde täckas över med stora pansarluckor för att skydda besättningen mot ovankommande angrepp.
I och med att Landsverk började gå över till torsionsstavupphängning med Landsverk L-60 år 1935 valde man att även implementera detta för L-62. Bärhjulen utökades från fyra till fem stycken per sida, vardera med egen torsionsstav. Skrovet till L-62 hade redan från början i stort sett varit en förlängd och grovt modifierad variant av skrovet till L-60, varav L-62 följde dess utveckling. Även motor och koppling hos L-62 var desamma som hos L-60, då i sitt tidiga exportutförande. Motorn var en tysk Bussing-Nag V8 7,9-liters motor med cirka 150 till 160 hästkrafter.

### Anti I – användning i Ungern (40M Nimród)

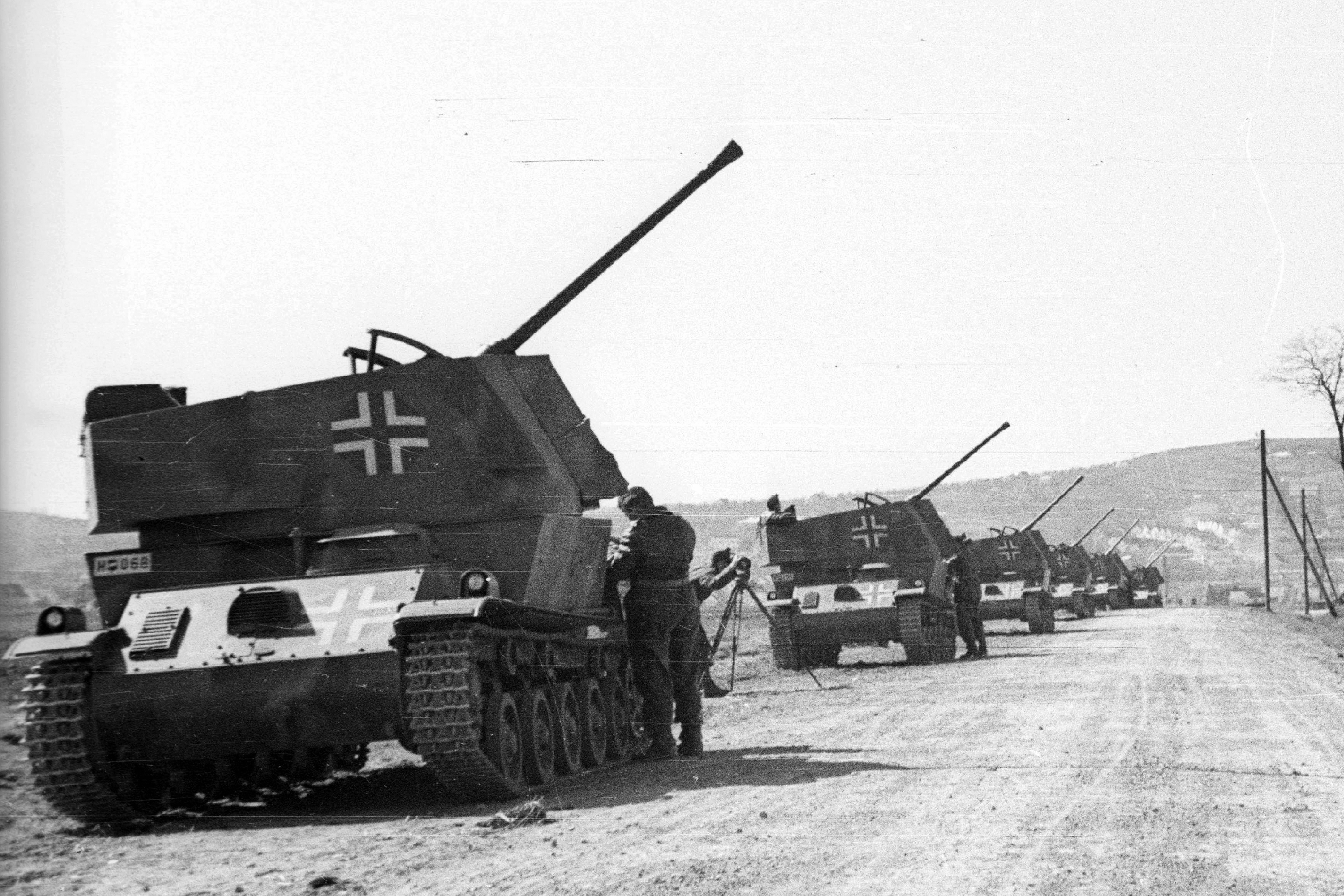
40M Nimród luftvärnsbatteri.

Konstruktionen för L-62 var färdig runt 1936 och lanserades på exportmarknaden. Det var ungefär vid denna tid som vagnen benämndes Anti (senare Anti I) av Landsverk som en del av deras nya benämningssystem där produkter fick namn istället för nummerbeteckningar. Den svenska försvarsmakten visade inget större intresse av att köpa vagnen, men Ungern beställde en obeväpnad försöksvagnsprototyp den 29 november 1937. Vagnen beställdes obeväpnad av anledning att Ungern skulle montera sin egen licensproducerade variant av Bofors 40 mm automatkanon L/60 för utvärdering av vagnen.
Ungern gillade vagnen och köpte en licens för egentillverkning. Licensen köptes av två huvudsakliga anledningar. Den första var vagnens förmåga att effektivt bekämpa både flygmål och pansarfordon. Den andra var att vagnen var baserad på chassit till Landsverk L-60, vilken redan licenstillverkades i Ungern under namnet 38M Toldi. Detta skulle göra det möjligt att dela reservdelslager och produktionslokaler mellan vagnarna. Likt 38M Toldi omkonstruerades L-62 Anti I i Ungern för att klara de ungerska kraven. Vagnens torn förlängdes bak över motorrummet för att ge plats till en extra besättningsman och kanonöppningen försågs med två skyddande pansarsköldar vid var sida om eldröret. Dessa kunde öppnas och stängas för att låsa eldröret i två olika höjdvinklar.
Under beteckningen 40M Nimród togs vagnen i bruk 1941 och kom att tillverkas i 136 exemplar (inklusive prototypen).

## L-62 Anti II

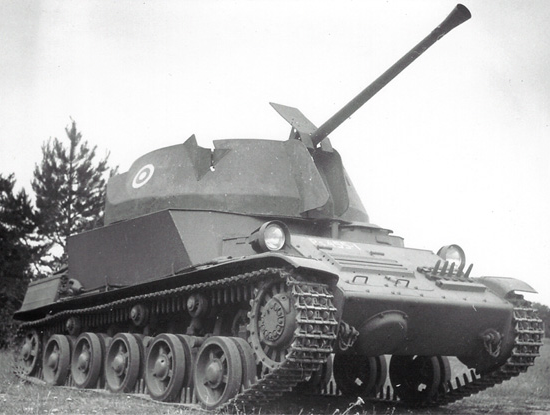
Landsverk L-62 Anti II i finsk tjänst, här med efterkrigsmärkning.

### Anti II – framtagning
Landsverk började redan innan 40M Nimród togs i bruk att ta fram en version av L-62 Anti som skulle kunna produceras utan utländska komponenter. Denna variant, sedermera benämnd Anti II, baserades på chassit för Landsverk L-60-S II, i svenska armén betecknad stridsvagn m/39, vilken använde en svensk Scania-Vabis 1664 CC motor om 144 hästkrafter och en svensktillverkad växellåda. Utöver motor och koppling försågs Anti II bland annat med ett annorlunda torn med något lägre profil och högre ammunitionskapacitet. I likhet med 40M Nimród försågs även tornets kanonöppning med pansarsköldar på var sida om eldröret, dock av fast konstruktion. Kanonen i sig försågs med en frontal pansarsköld fäst i manteln. Den tidigare fyrkantiga tornplattformen gjordes även sexkantig i syfte att vinkla hörnen för ökat skydd framifrån.

### Anti II – användning i Finland (10 It.psv/Anti)
Anti II byggdes som prototyp 1940 och fick intresse från Finland. Finland beställde sex stycken Anti II år 1941, med leverans 1942. I Finland fick Anti II beteckningen 10 tonnin ilmatorjuntapanssarivaunu, mallia Anti (10  It.psv/Anti) – översatt: "10 ton luftvärnspansarvagn modell Anti" – med pansarregistreringsnummer Ps 455 (4 = luftvärnspansar), senare på 60-talet ändrat till 10 tonnin ilmatorjuntapanssarivaunu 40 mm (10 ItPsv 40). Anledningen för köpet kom från erfarenheter från vinterkriget där det fanns behov av skyddat luftvärn som kunde rycka fram med stridsvagnsbataljonerna och skydda dem från flygattacker. Vagnens Bofors 40 mm automatkanon L/60 fanns redan i finsk tjänst under beteckningen 40 ItK/38 och ammunition tillverkades lokalt.
I Finland kom vagnen att delta i strid under fortsättningskriget och under strider sommaren 1944 sköt de finländska vagnarna ner elva sovjetiska stridsflygplan och förhindrade på så sätt anfall mot stridsvagnsbrigaden. Vagnen var i finsk tjänst till 1966 då de flesta gavs till museer.

## Varianter

### Huvudvarianter

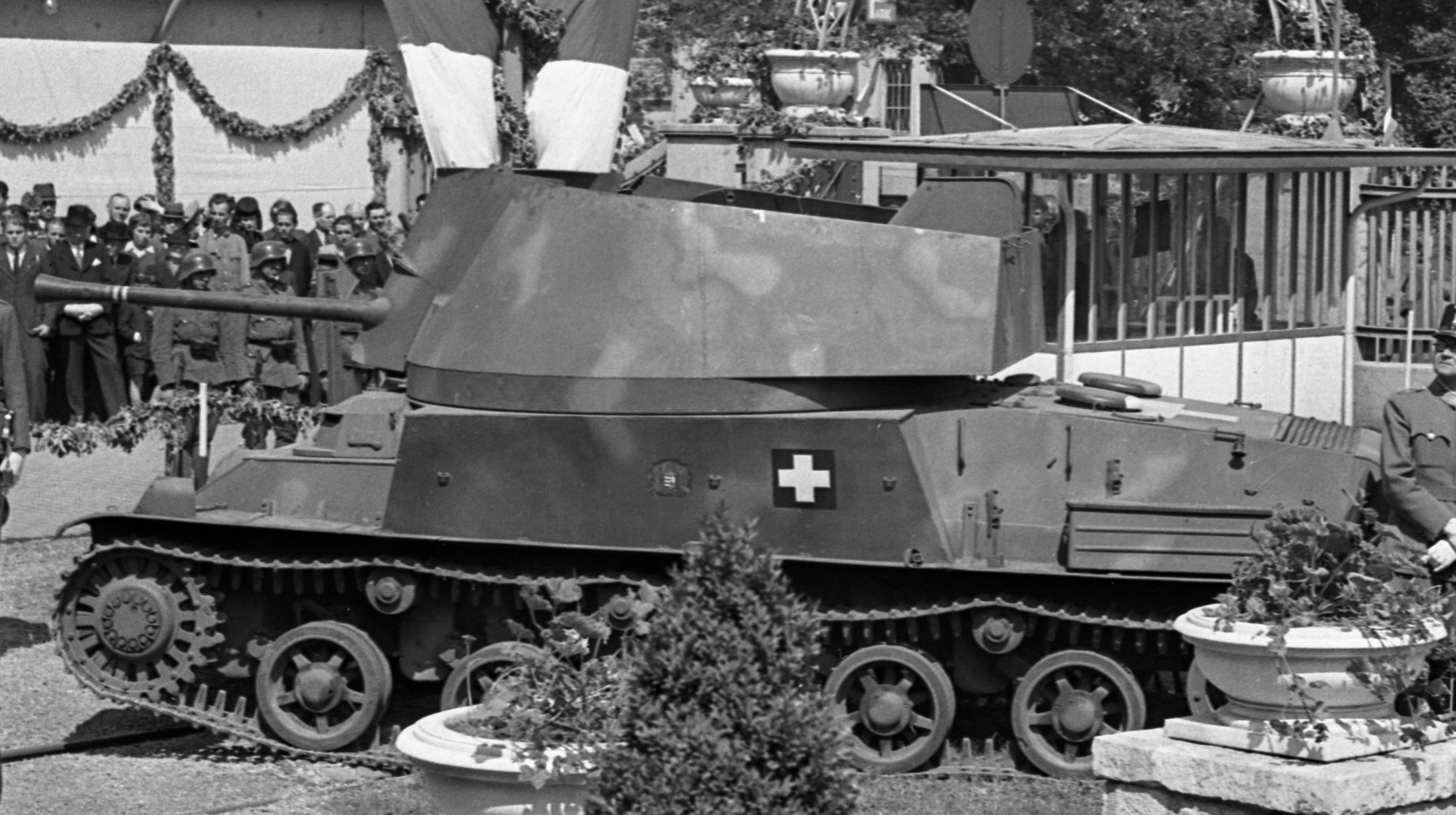
Ungersk 40M Nimród baserad på Anti I. Notera det annorlunda tornet som är förlängt för att ge plats åt en extra man.

- - Landsverk L-62 Anti I – Luftvärnskanonvagn för export beväpnad med en Bofors 40 mm automatkanon L/60 i roterande kanontorn. Urskils av en fyrkantig tornplattform och en oskyddad kanonöppning. Licenstillverkning såld till Ungern under namnet 40M Nimród.
    - 40M Nimród – Ungersk variant av Anti I baserad på chassit av stridsvagnen 38M Toldi (ungersk licensbyggd L-60) beväpnad med en 40 mm 36M automatkanon (ungersk licensbyggd Bofors 40 mm automatkanon L/60). Urskiljs av ett modifierat torn med extraskydd vid kanonöppning och förlängning bakåt för en extra besättningsman.
    - 40M Nimród 80 mm – Pansarvärnskanonvagnprojekt baserat på chassit av 40M Nimród där en 80 mm 29M luftvärnskanon (ungersk licensbyggd Bofors 80 mm luftvärnskanon L/50) eller en 80 mm 18M fältkanon skulle monteras i kanontorn eller kasematt. Projektet leddes av en ungersk ingenjör vid namn György Szebeny och kallas vanligen "Szebeny-féle kísérleti harckocsivadász" (Szebenys experimentella pansarvärnskanonvagn) i Ungern.[12]

  - Landsverk L-62 Anti II – Luftvärnskanonvagn för export beväpnad med en Bofors 40 mm automatkanon L/60 i roterande kanontorn. Urskils av en sexkantig tornplattform och ett nytt torn med större lagringsutrymme, samt skyddad kanonöppning med kanonsköld. Såldes till Finland och fick beteckningen 10 It.psv/Anti, senare 10 ItPsv 40.[9][10][11]

### Produktfamilj (utkast)

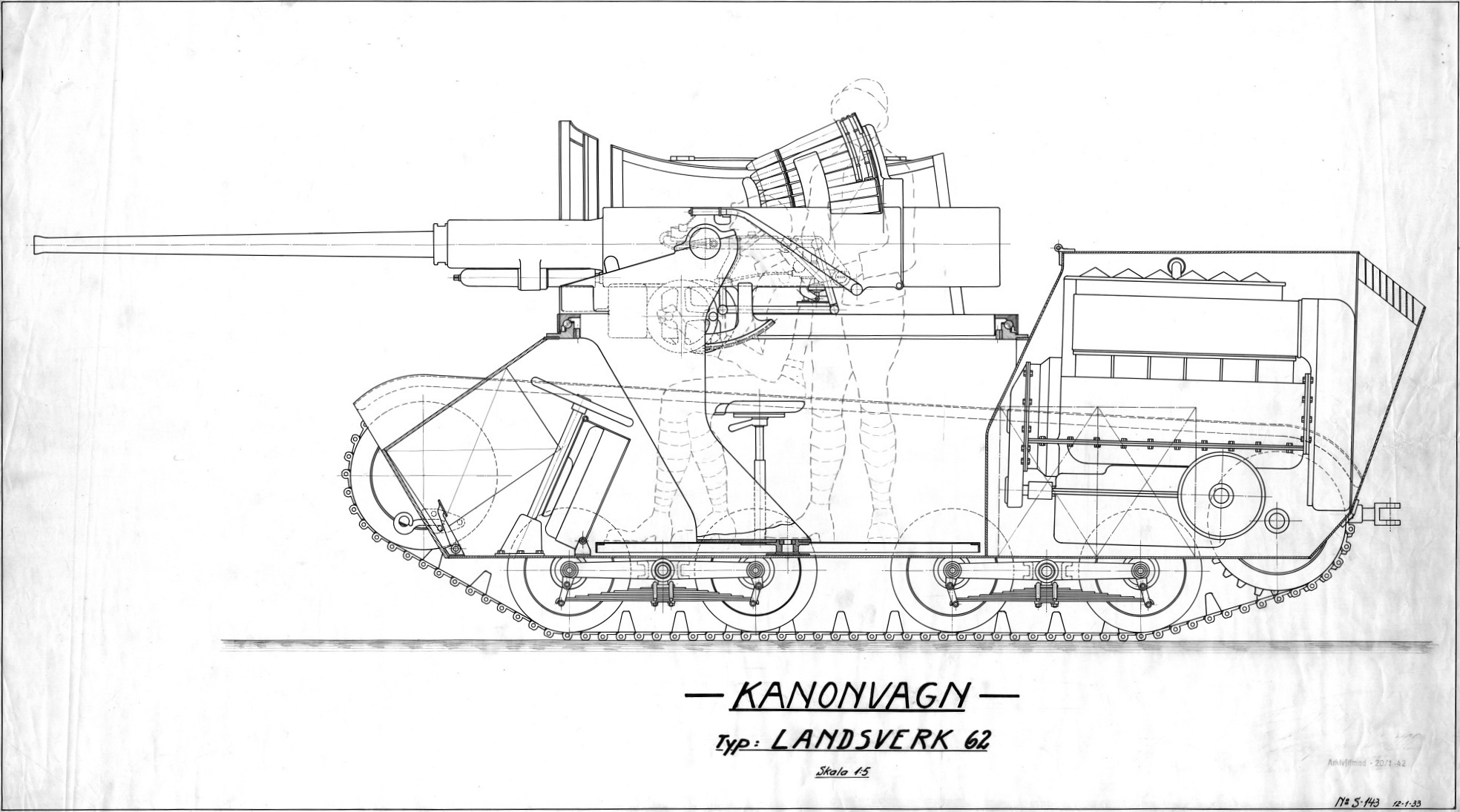
Utkast till Landsverk L-62 Anti år 1933. L-62: utkast № S-143

Under början av 1930-talet projekterade Landsverk en hel produktfamilj av luftvärnskanonvagnar kring olika vapensystem. Flera utkast ritades men enbart L-62 kom att gå vidare till produktion.
Nedan listas de  olika kända utkasten för produktfamiljen, per ritningsnummer:
- - Landsverk L-62 – Luftvärnskanonvagn beväpnad med Bofors 40 mm automatkanon L/60. Kända utkast (ritningsnummer):
    - Ritning № S-136 – L-62 utkast 1931, utformad med bladfjäderupphängning likt den på Landsverk L-10, beväpnad med en kylmantlad Bofors 40 mm automatkanon L/60 i ett halvtäckt kanontorn med stora luckor. Kunde montera ammunitionsvagn och var försedd med en fällbar rekylstötta bakom motorrummet. Ej byggd.[2]
    - Ritning № S-143, S-144 – L-62 utkast 1933, utformad med bladfjäderupphängning likt den på Landsverk L-10, beväpnad med en luftkyld Bofors 40 mm automatkanon L/60 i ett halvtäckt kanontorn med stora luckor. Kunde montera ammunitionsvagn och var försedd med en fällbar rekylstötta bakom motorrummet. Ej byggd.[13][6]

  - Landsverk L-63 – Luftvärnskanonvagn beväpnad med Bofors 25 mm automatkanon L/64. Kända utkast (ritningsnummer):
    - Ritning № S-137 – L-63 utkast 1932, utformad med bladfjäderupphängning likt den på Landsverk L-10, beväpnad med en luftskyld Bofors 25 mm automatkanon L/64 i ett öppet kanontorn. Ej byggd.[3]

  - Landsverk L-64 – Luftvärnskanonvagn beväpnad med Oerlikons 20 mm automatkanon Typ L (20 mm Flab-Kanone Oerlikon Type: L). Kända utkast (ritningsnummer):
    - Ritning № S-139 – L-64 utkast 1932, utformad med bladfjäderupphängning likt den på Landsverk L-10, beväpnad med en luftskyld Oerlikon 20 mm automatkanon Typ L med 15/30 patroners trummagasin i ett öppet kanontorn. Ej byggd.[4]

  - Landsverk L-65 – Luftvärnskanonvagn beväpnad med Bofors Bofors 47 mm automatkanon. Kända utkast (ritningsnummer):
    - Ritning № S-147, S-148 – L-65 utkast 1933, utformad med bladfjäderupphängning likt den på Landsverk L-10, beväpnad med en luftskyld Bofors 47 mm automatkanon (L/53?) och Madsen fordonskulspruta i ett halvtäckt kanontorn med stora luckor, samt en Madsen fordonskulspruta i skrovet. Kunde montera ammunitionsvagn och var försedd med en fällbar rekylstötta bakom motorrummet. Ej byggd.[14][15]

## Bevarade fordon
Minst två L-62 Anti II (10 ItPsv 40) är bevarade, varav en är körbar. Flera 40Mm Nimród finns bevarade. Minst en är körbar.

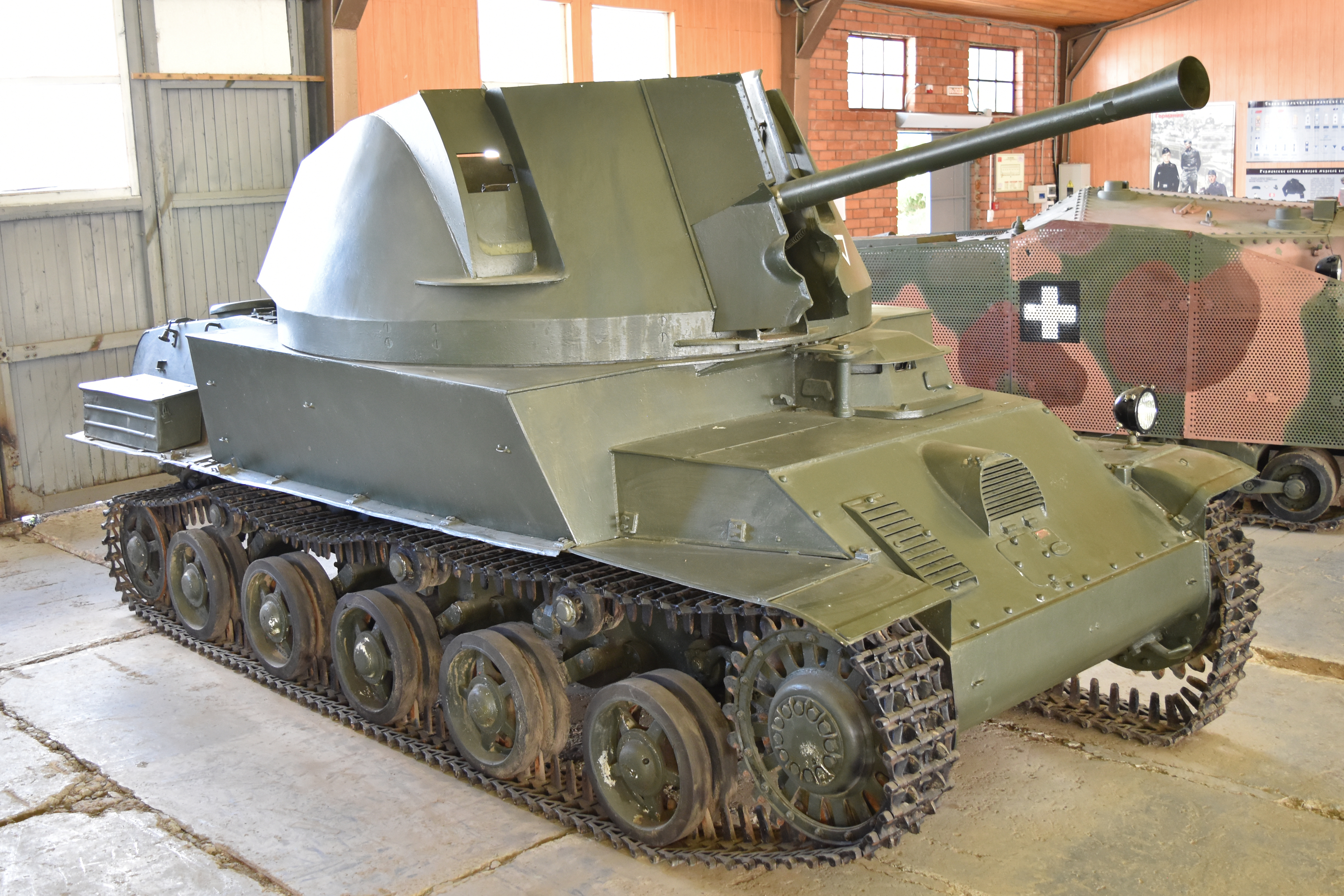
Bevarad 40M Nimród vid Kubinka pansarmuseum, Ryssland.
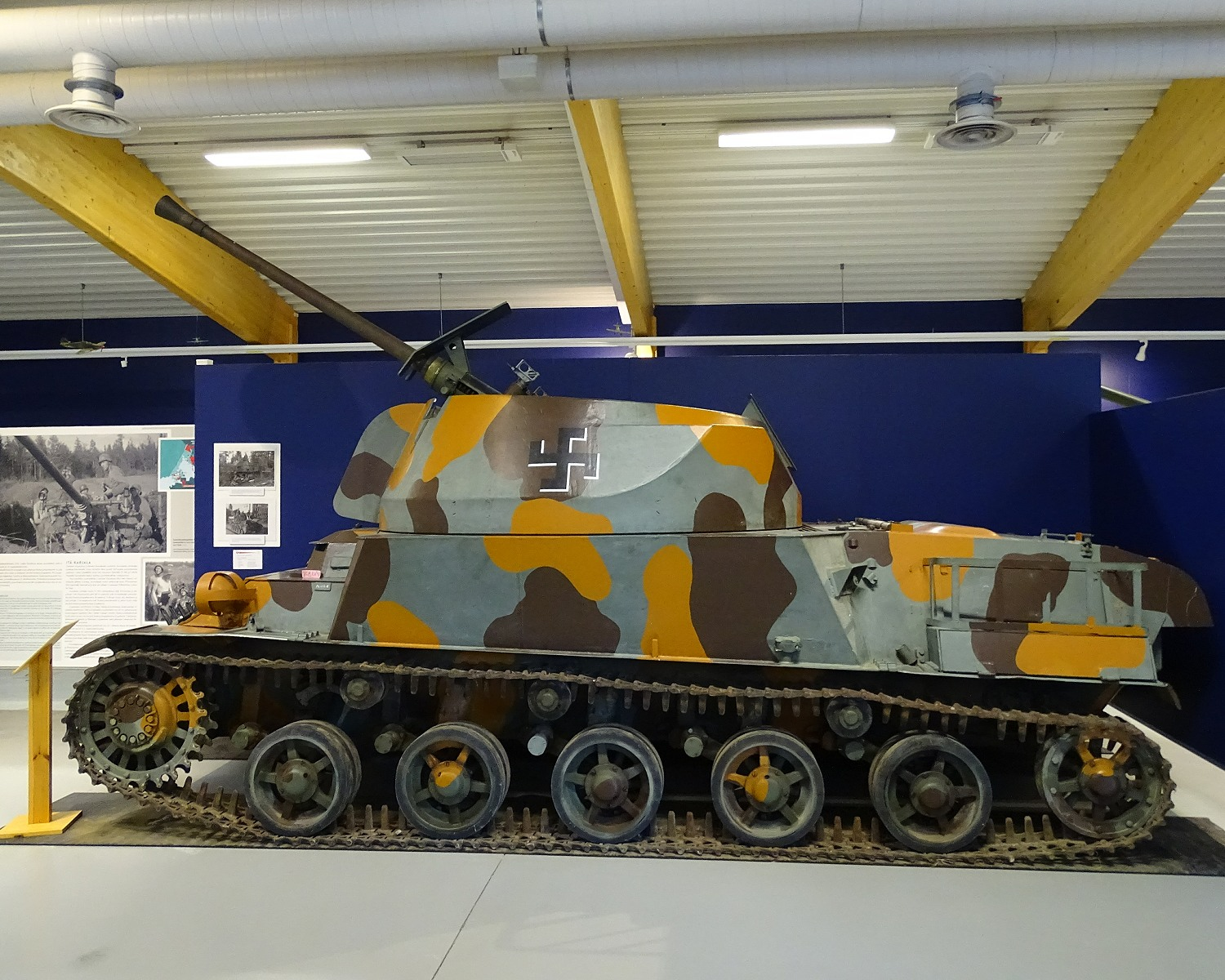
Bevarad Landsverk Anti II (10 ItPsv 40) vid lv-museet i Tusby, Finland.
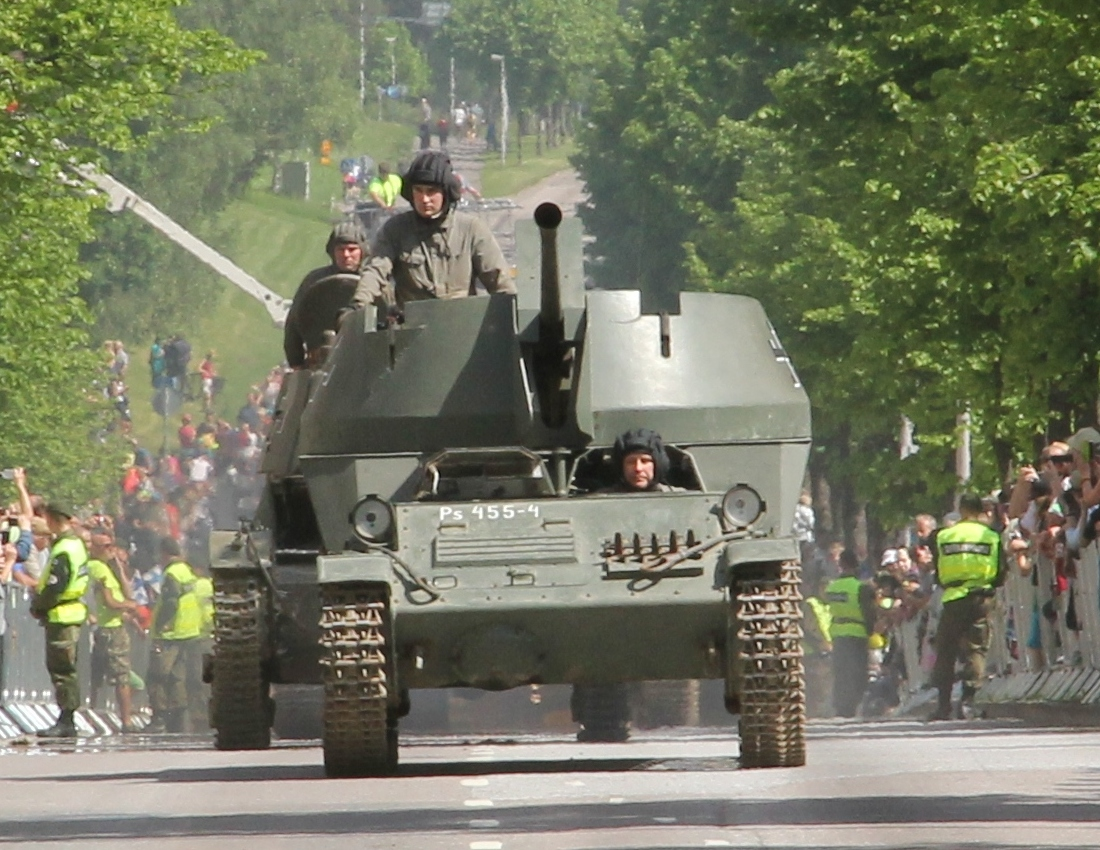
Körbar L-62 Anti II (10 ItPsv 40) under uppvisning 2014.